# North American Soccer Football League
La North American Soccer Football League (NASFL), o North American Football League, fou una competició futbolística disputada per clubs dels Estats Units i el Canadà que estigué activa entre 1946 i 1947. Fou promoguda per Fred Weiszmann i Leslie O'Connor.

## Historial
Fonts:
- 1946: Detroit Wolverines o Toronto Greenbacks
- 1947: Pittsburgh Indians

## Equips participants
- Chicago Maroons (1946, 1947)
- Chicago Vikings (1946, 1947)
- Detroit Pioneers (1947)
- Detroit Wolverines (1946)
- Morgan Strassers / Pittsburgh Indians (1946, 1947)
- St. Louis Raiders (1947)
- Toronto Greenbacks (1946, 1947)
- Chicago Tornadoes (1947)